# .to
.to e интернет домейн от първо ниво за Тонга. Администрира се от Мрежови информационен център на Тонга. Представен е през 1995 г.